# Julia Suárez
Julia Carolina Suárez Miranda (Virginia, Estados Unidos, 1 de noviembre de 1996) es una futbolista estadounidense de origen peruano. Jugó en la posición de delantera en la Selección femenina de fútbol del Perú.

## Trayectoria
Julia Suárez jugó en el equipo C.D Hylton de la Escuela Superior Hylton en Dale City, Virginia, en donde ganó reconocimiento como la jugadora más valiosa y parte del seleccionado de la conferencia de su equipo. Para las temporadas 2014 y 2015 jugó también en el equipo Prince William Courage 96 Red, y desde 2016 juega para el equipo femenil Rams de la Universidad de la Mancomunidad de Virginia.
Fue convocada al seleccionado que disputó la Copa América Femenina 2018 en la Selección femenina de fútbol del Perú.

## Clubes
| Club                          | País           | Año       |
| ----------------------------- | -------------- | --------- |
| C.D Hylton                    | Estados Unidos | 2014      |
| Prince William Courage 96 Red | Estados Unidos | 2014-2015 |
| VCU Rams                      | Estados Unidos | 2016-Act. |